# Príncipe de Leiningen

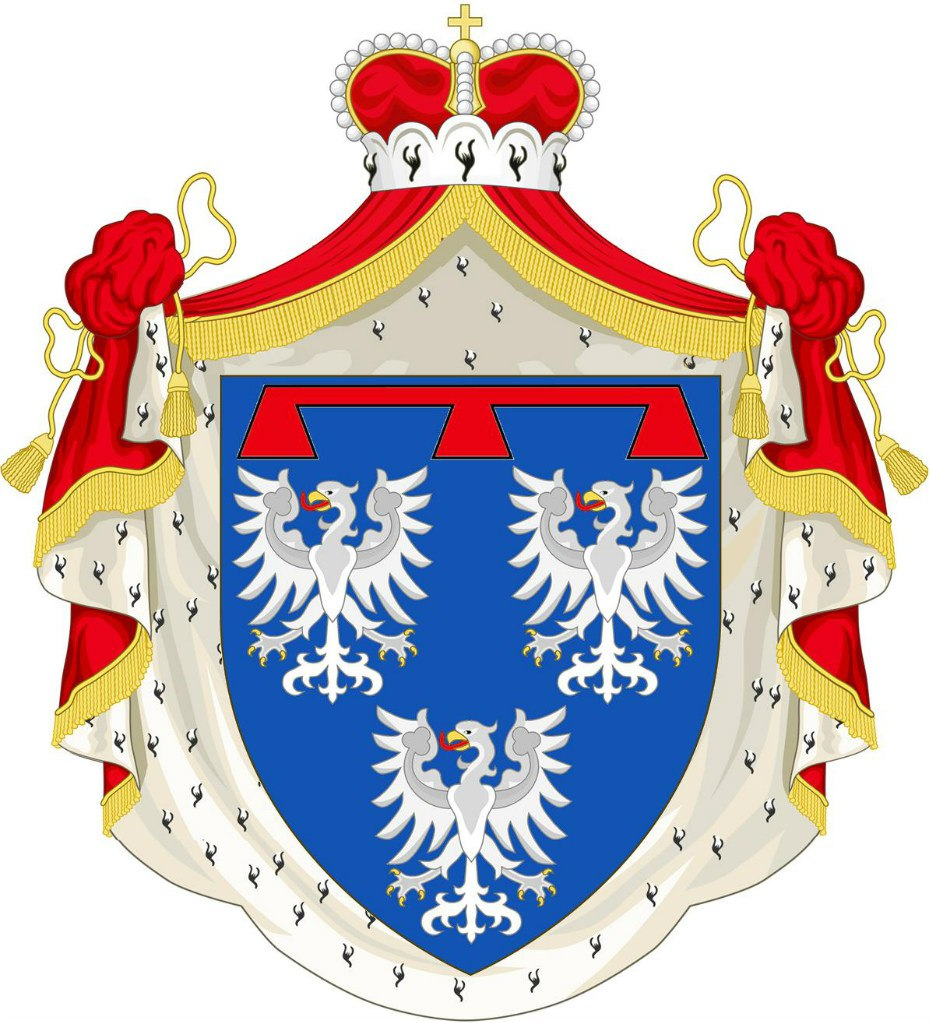
Brasão dos Príncipes de Leiningen.

Príncipe de Leiningen ( em alemão:  Fürst zu Leiningen) é um título nobiliárquico alemão criado pelo Imperador Romano-Germânico José II, que elevou Carl Friedrich Wilhelm, Conde de Leiningen-Dagsburg-Hardenburg (um ramo mais jovem da Casa de Leiningen) ao posto de Reichsfürst (Príncipe do Sacro Império Romano-Germânico) em 3 de julho de 1779. Juntamente com todos os demais títulos de nobreza na Alemanha, foi abolido com a Constituição de Weimar de 1919.
De 1560 a 1725, o Castelo de Hardenburg foi a sede principal do ramo. Após a sua destruição parcial durante a Guerra de Nove Anos, a residência foi mudada para Bad Dürkheim. 
Em 1801, esta linha foi privada pela França das suas terras na margem esquerda do Reno, nomeadamente Hardenburg, Dagsburg e Durkheim. No entanto, recebeu a abadia secularizada de Amorbach em 1803 como ampla compensação por essas perdas. Os títulos completos de Carl Friedrich Wilhelm, 1º Príncipe de Leiningen, eram Príncipe Imperial de Leiningen, Conde Palatino de Mosbach, Conde de Düren, Senhor de Miltenberg, Amorbach, Bischofsheim, Boxberg, Schüpf e Lauda.

Alguns anos depois, o efêmero Principado de Leiningen perto de Amorbach foi mediatizado . Seu território está agora incluído principalmente em Baden, mas também parcialmente na Baviera e em Hesse . A Abadia de Amorbach ainda é hoje a residência do Príncipe de Leiningen. Um antigo pavilhão de caça chamado Castelo Waldleiningen em Mudau agora é administrado como um hospital pela família.

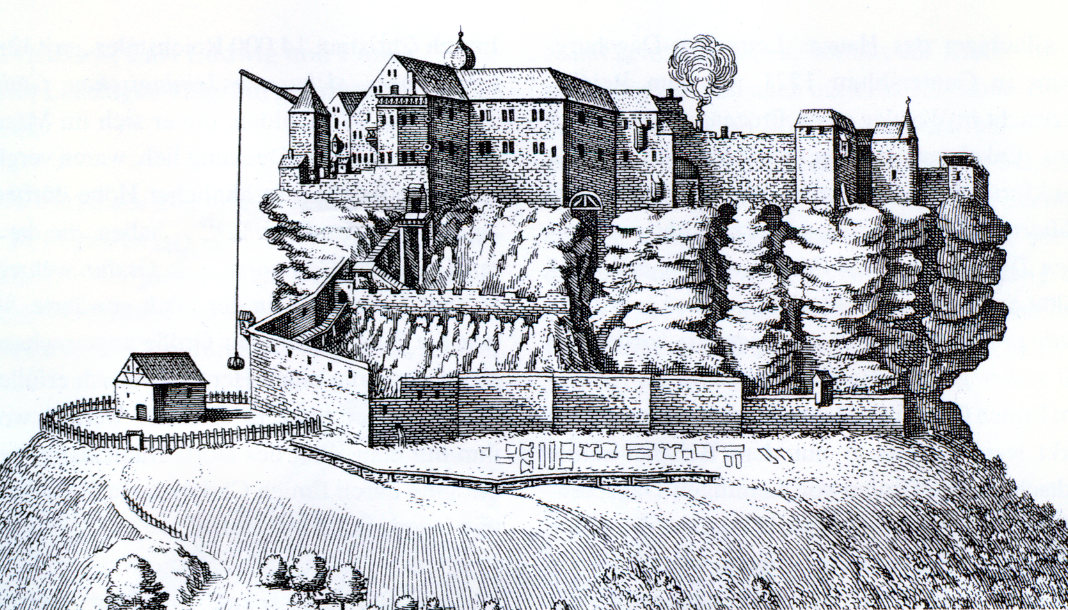
Castelo de Dagsburg (1663)
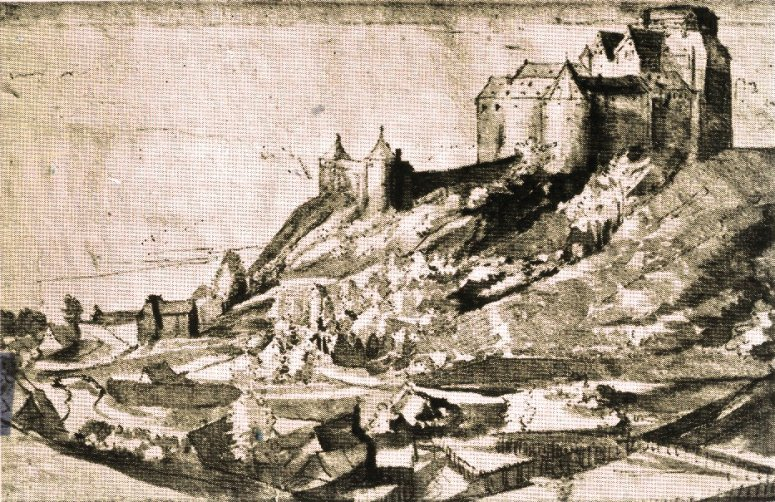
Castelo de Hardemburgo(1580)
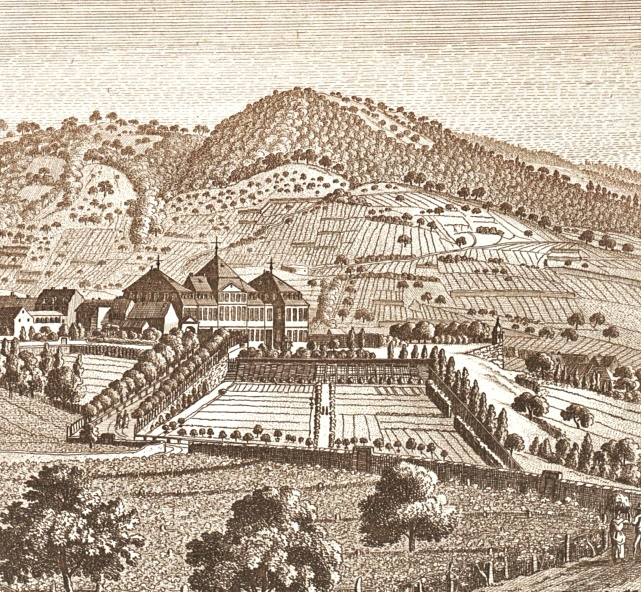
Castelo de Durkheim(1787)
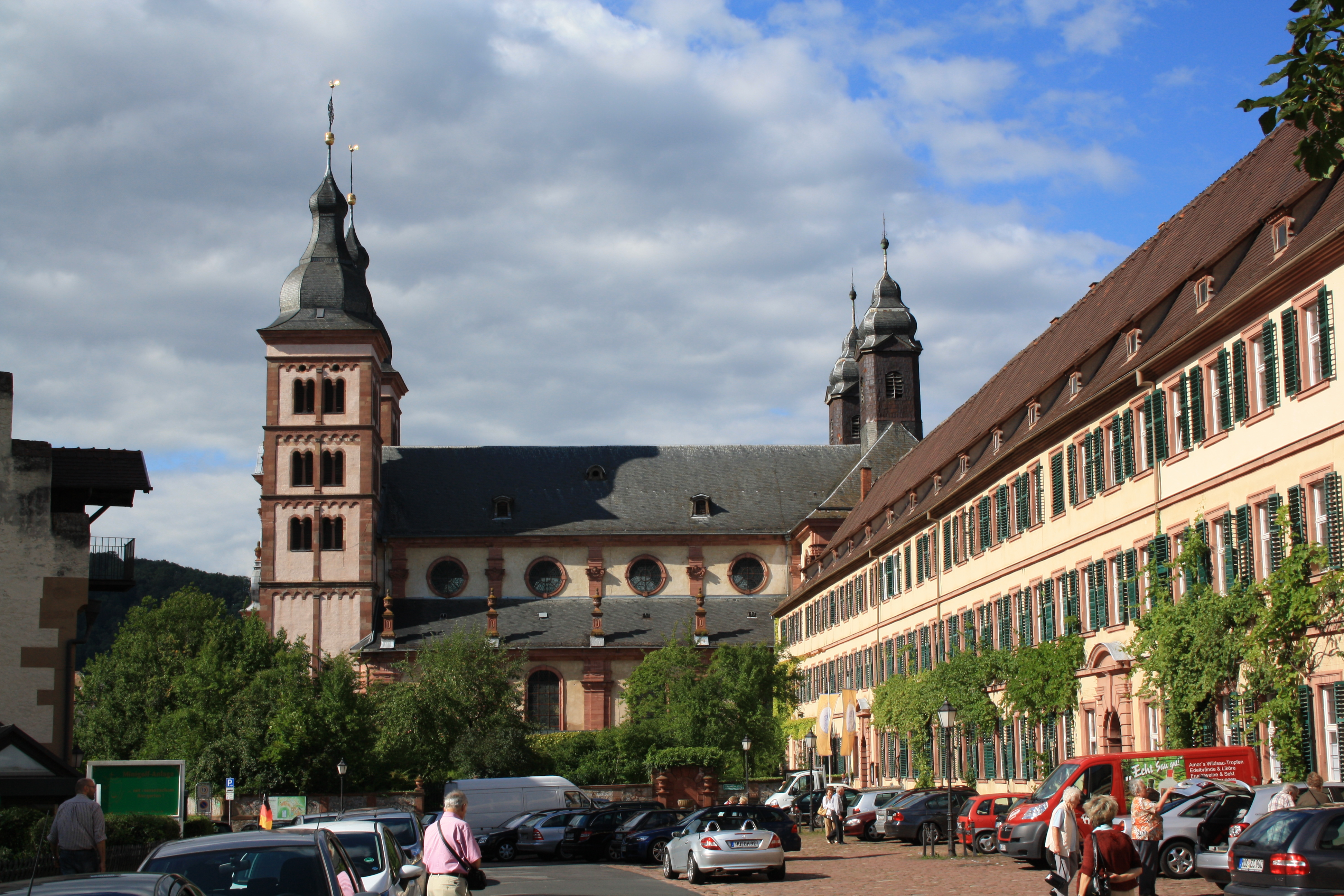
Abadia de Amorbach
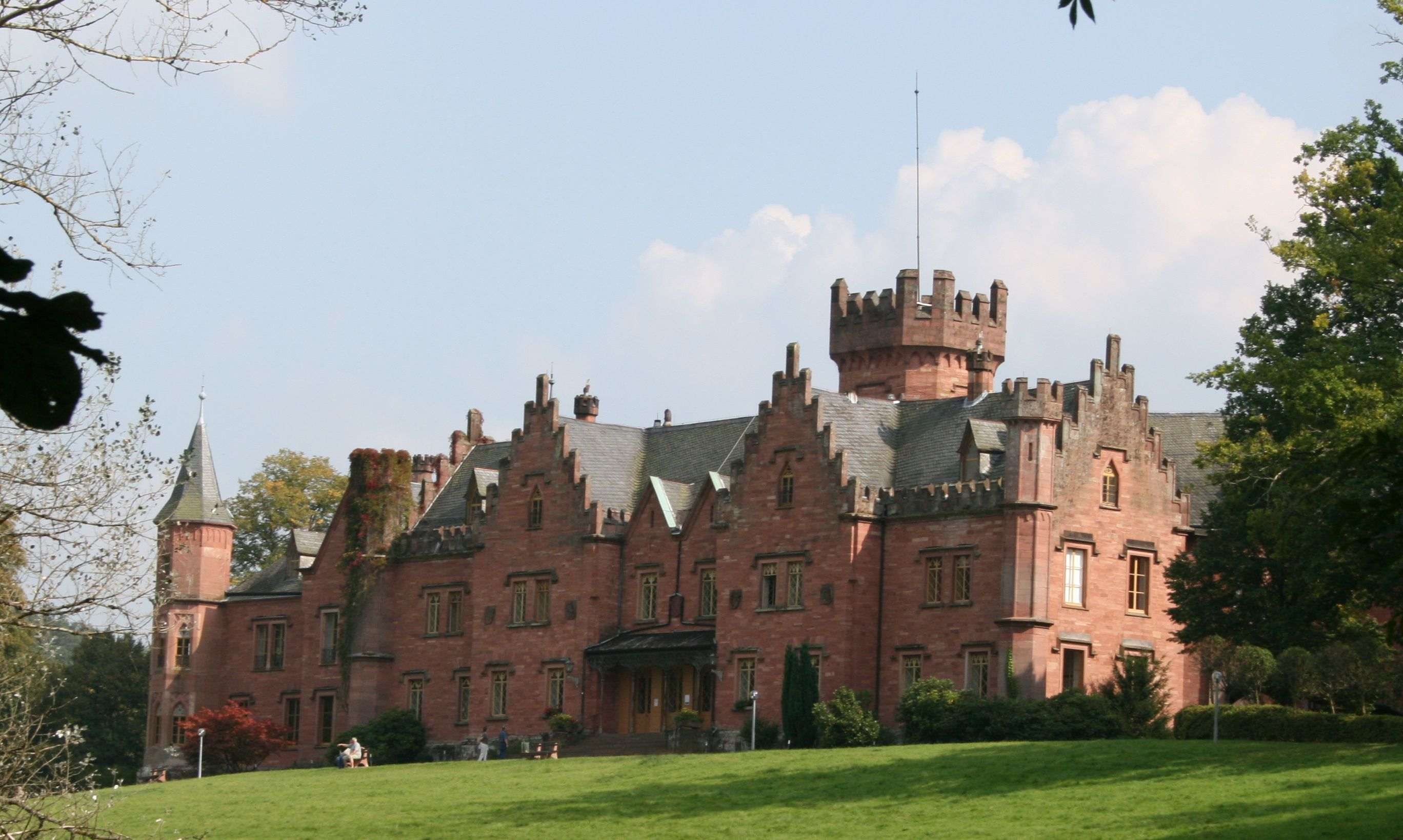
Castelo de Waldleiningen

## Príncipes de Leiningen (de 1779)
- Carl Friedrich Wilhelm, 1.º Príncipe de Leiningen (1724-1807)
- Emich Carl, 2.º Príncipe de Leiningen (1763-1814)
- Carl, 3.º Príncipe de Leiningen (1804–1856)
- Ernesto, 4.º Príncipe de Leiningen (1830–1904)
- Emich, 5.º Príncipe de Leiningen (1866–1939)
- Carlos, 6.º Príncipe de Leiningen (1898–1946)
- Emich, 7º Príncipe de Leiningen (1926–1991)
- André, 8.º Príncipe de Leiningen (nascido em 1955)

O herdeiro aparente é Fernando, Príncipe Hereditário de Leiningen (nascido em 1982).